# ترشوین
ترشوین (به لاتین: Trševine) یک منطقهٔ مسکونی در بوسنی و هرزگوین است که در ویشه‌گراد واقع شده‌است.